# Bruce Hornsby
Bruce Hornsby (Williamsburg (Virginia), 23 november 1954) is een Amerikaanse zanger en pianist. Hij is vooral bekend van de hit The Way It Is uit 1986. Daarnaast was hij in het verleden bij gelegenheid lid van Grateful Dead. De afgelopen jaren is Hornsby met zijn carrière een minder commerciële muzikale richting ingeslagen.

## Biografie
Bruce Hornsby is een ver familielid van baseball legende Rogers Hornsby. Hij heeft een aantal malen opgetreden met een buste van deze speler op zijn piano.
Hornsby’s vader was een succesvolle zakenman in Williamsburg, die onder andere actief is geweest in de oliesector en later in onroerend goed. Tegenwoordig heeft de familie nog steeds een belangrijke makelaardij, waarvan Bruce’ broer (die ook nog een tijd in Bruce' band heeft gespeeld), directeur is.
In zijn jeugd is Hornsby met verschillende soorten muziek opgegroeid. Hij studeerde muziek aan de Universiteit van Richmond, Berklee College of Music in Boston, Massachusetts en aan de Universiteit van Miami in Coral Gables, waarvan hij in 1977 afstudeerde. Hij verbleef nog een tijd in Los Angeles als studiomuzikant, alvorens hij terug verhuisde naar Virginia.
Hornsby scoorde in 1986 een hit met The Way It Is. Dit nummer, dat hij samen met zijn begeleidingsband 'The Range' zong, was in Nederland een nummer 1-hit, en stond ook in veel andere landen, waaronder de Verenigde Staten, op nummer 1. Later werd het nummer gesampled door Tupac Shakur in Changes.

## Discografie

### Albums
| Album met eventuele hitnotering(en) in de Nederlandse Album Top 100 | Datum van verschijnen | Datum van binnenkomst | Hoogste positie | Aantal weken | Opmerkingen                                      |
| ------------------------------------------------------------------- | --------------------- | --------------------- | --------------- | ------------ | ------------------------------------------------ |
| The way it is                                                       | 01-08-1986            | 13-12-1986            | 4               | 15           | als Bruce Hornsby and the Range                  |
| Scenes from the southside                                           | 03-05-1988            | 21-05-1988            | 22              | 8            | als Bruce Hornsby and the Range                  |
| A night on the town                                                 | 1990                  | 07-07-1990            | 40              | 7            | als Bruce Hornsby and the Range                  |
| Harbor lights                                                       | 1993                  | -                     |                 |              |                                                  |
| Hot house                                                           | 18-07-1995            | -                     |                 |              |                                                  |
| Spirit trail                                                        | 13-10-1998            | -                     |                 |              |                                                  |
| Here come The Noise Makers                                          | 2000                  | -                     |                 |              | als Bruce Hornsby & The Noise Makers / Livealbum |
| Big swing face                                                      | 2002                  | -                     |                 |              | als Bruce Hornsby & The Noise Makers             |
| Halcyon days                                                        | 2004                  | -                     |                 |              | als Bruce Hornsby & The Noise Makers             |
| Piano jazz                                                          | 2005                  | -                     |                 |              | met Marian McPartland                            |
| Intersections (1985-2005)                                           | 2006                  | -                     |                 |              | Verzamelalbum                                    |
| Levitate                                                            | 15-09-2009            | -                     |                 |              | als Bruce Hornsby & The Noise Makers             |
| Bride of The Noisemakers                                            | 2011                  | -                     |                 |              | als Bruce Hornsby & The Noise Makers / Livealbum |

### Singles
| Single met eventuele hitnotering(en) in de Nederlandse Top 40 | Datum van verschijnen | Datum van binnenkomst | Hoogste positie | Aantal weken | Opmerkingen                                                             |
| ------------------------------------------------------------- | --------------------- | --------------------- | --------------- | ------------ | ----------------------------------------------------------------------- |
| The way it is                                                 | 1986                  | 23-08-1986            | 1(1wk)          | 11           | als Bruce Hornsby and the Range / #2 in de Nationale Hitparade          |
| Every little kiss                                             | 1986                  | 01-11-1986            | 32              | 3            | als Bruce Hornsby and the Range / #29 in de Nationale Hitparade         |
| On the western skyline                                        | 1986                  | -                     |                 |              | als Bruce Hornsby and the Range                                         |
| Mandolin rain                                                 | 1987                  | -                     |                 |              | als Bruce Hornsby and the Range                                         |
| The valley road                                               | 1988                  | 28-05-1988            | 27              | 3            | als Bruce Hornsby and the Range / #36 in de Nationale Hitparade Top 100 |
| Look out any window                                           | 1988                  | -                     |                 |              | als Bruce Hornsby and the Range                                         |
| Defenders of the flag                                         | 1988                  | -                     |                 |              | als Bruce Hornsby and the Range                                         |
| Across the river                                              | 1988                  | 21-07-1990            | tip17           | -            | als Bruce Hornsby and the Range / #69 in de Nationale Top 100           |
| Lost soul                                                     | 1990                  | -                     |                 |              | als Bruce Hornsby and the Range                                         |
| A night on the town                                           | 1990                  | -                     |                 |              | als Bruce Hornsby and the Range                                         |
| Set me in motion                                              | 1991                  | -                     |                 |              | filmsong: Backdraft                                                     |
| Fields of fray                                                | 1993                  | -                     |                 |              |                                                                         |
| Harbor lights                                                 | 1993                  | -                     |                 |              |                                                                         |
| Rainbow's cadillac                                            | 1994                  | -                     |                 |              |                                                                         |
| Walk in the sun                                               | 1995                  | -                     |                 |              |                                                                         |
| Great divide                                                  | 1998                  | -                     |                 |              |                                                                         |
| Gonna be some changes made                                    | 2004                  | -                     |                 |              | als Bruce Hornsby & The Noise Makers                                    |
| Dreamland                                                     | 2005                  | -                     |                 |              | als Bruce Hornsby & The Noise Makers                                    |
| Shadlow hand                                                  | 2011                  | -                     |                 |              |                                                                         |

| Single met hitnotering(en) in de Vlaamse Ultratop 50 | Datum van verschijnen | Datum van binnenkomst | Hoogste positie | Aantal weken | Opmerkingen                                                   |
| ---------------------------------------------------- | --------------------- | --------------------- | --------------- | ------------ | ------------------------------------------------------------- |
| The way it is                                        | 1986                  | -                     |                 |              | als Bruce Hornsby and the Range / Nr. 3 in de Radio 2 Top 30  |
| Every little kiss                                    | 1986                  | -                     |                 |              | als Bruce Hornsby and the Range / Nr. 29 in de Radio 2 Top 30 |
| The valley road                                      | 1988                  | -                     |                 |              | als Bruce Hornsby and the Range / Nr. 22 in de Radio 2 Top 30 |

### NPO Radio 2 Top 2000
| Nummer met noteringen in de NPO Radio 2 Top 2000 | '99 | '00 | '01  | '02 | '03 | '04 | '05 | '06  | '07 | '08 | '09  | '10  | '11  | '12  | '13  | '14 | '15  | '16  | '17  | '18  | '19  | '20  | '21  | '22  | '23  | '24  |
| ------------------------------------------------ | --- | --- | ---- | --- | --- | --- | --- | ---- | --- | --- | ---- | ---- | ---- | ---- | ---- | --- | ---- | ---- | ---- | ---- | ---- | ---- | ---- | ---- | ---- | ---- |
| The Way It Is                                    | 496 | 738 | 1073 | 715 | 667 | 868 | 945 | 1159 | 997 | 926 | 1508 | 1398 | 1371 | 1246 | 1293 | 981 | 1195 | 1524 | 1438 | 1394 | 1435 | 1539 | 1446 | 1432 | 1557 | 1535 |

1. ↑  Een vetgedrukt getal geeft de hoogste notering aan.

- Bibliothèque nationale de France: cb13936191m (data)
- Gemeinsame Normdatei: 13441098X
- International Standard Name Identifier: 0000 0001 0907 8312
- Library of Congress Control Number: n88614501
- Nationale Bibliotheek van Letland: 000101434
- MusicBrainz: e60dbba7-6f55-429a-bd22-5e9c6a87ae70
- Nationale Bibliotheek van Tsjechië: xx0130631
- Nationale Bibliotheek van Israël: 987007332263905171
- Nederlandse Thesaurus van Auteursnamen: 073667846
- Virtual International Authority File: 61735447
- WorldCat: E39PBJyGQBffC7BG3dHVXQ6HYP